# أعظم كرواتي
أعظم كرواتي (بالكرواتية: Najveći Hrvat) هو استفتاء أجرته مجلة «ناسيونال» الأسبوعية الكرواتية على مدى خمسة أسابيع خلال سنة 2003 لاختيار أعظم شخصية كرواتية في التاريخ.
صوت الكروات عبر موقع المجلة على الإنترنت وبالرسائل النصية والبطاقات البريدية، وتلقت المجلة نحو 8000 صوت (منها 6507 عبر الإنترنت، و520 بالرسائل النصية، و752 بالبطاقات البريدية)، ونُشرت النتائج النهائية في عدد 6 يناير 2004 من المجلة.

## القائمة النهائية
1. جوزيف بروز تيتو (1892 ـ 1980): سياسي، كان رئيسًا ليوغسلافيا وحمل لقب مارشال يوغسلافيا.
2. نيكولا تسلا (1856 ـ 1943): عالم ومخترع ومهندس كهربائي.
3. روجر بوسكوفيتش (1711 ـ 1787): فيزيائي وفلكي ورياضياتي وفيلسوف.
4. ميروسلاف كرليجا (1893 ـ 1981): كاتب وكاتب مسرحي وشاعر.
5. فرانيو تودجمان (1922 ـ 1999): أول رئيس لكرواتيا بعد استقلالها.
6. دراجان بيتروفيتش (1964 ـ 1993): لاعب كرة سلة، حصل مع منتخب يوغسلافيا على الميدالية البرونزية في أولمبياد لوس أنجلوس 1984، والميدالية الفضية في أولمبياد سيول 1988.
7. ستيبان ميسيتش (ولد 1934): رئيس كرواتيا بين عامي 2000 و2010.
8. إيفو أندريتش (1892 ـ 1975): روائي، حصل على جائزة نوبل في الآداب.
9. تين أويفيتش (1891 ـ 1955): شاعر.
10. ستيفو كرابانجا (ولد 1947): من مشاهير الطهاة.
11. الملك توميسلاف (توفي 928 م): أول ملك لكرواتيا.
12. رحيم آدمي (ولد 1954): جنرال في الجيش الكرواتي.
13. ستيبي شوفار (1936 ـ 2004): عالم اجتماع وسياسي.
14. فلادو غوتوفاتس (1930 ـ 2000): شاعر وسياسي.
15. إيفان ميشتروفيتش (1883 ـ 1962): نحات ومعماري.
16. جوزيف يوراي شتروسماير (1815 ـ 1905): أسقف كاثوليكي ومحسن وسياسي.
17. يانيتسا كوستيليتش (ولدت 1982): بطلة في التزلج على الجليد، حاصلة على عدة ميداليات أولمبية.
18. ستيبان راديتش (1871 ـ 1928): سياسي كرواتي في الربع الأول من القرن العشرين.
19. يوسب يلاتشيتش (1801 ـ 1859): بان (والي) كرواتي في القرن التاسع عشر.
20. أنتي ستارتشيفيتش (1823 ـ 1896): سياسي في القرن التاسع عشر.
21. ألويزيي ستيبيناك (1898 ـ 1960): كاردينال كاثوليكي، كان كبيرًا لأساقفة زغرب بين عامي 1937 و1960.
22. رادة شيربييا (ولد 1946): ممثل مسرحي وسينمائي.
23. ماتييا غوبيتس (حوالي 1556 ـ 1573): زعيم إحدى ثورات الفلاحين في القرن 16.
24. ميركو إليتش (ولد 1956): مصمم غرافيك ورسام كوميكس.
25. ميروسلاف رادمان (ولد 1944): عالم أحياء كرواتي فرنسي.
26. إيفان سوبيك (1915 ـ 2007): فيزيائي وفيلسوف وكاتب.
27. فرانيو كوهاريتش (1919 ـ 2002): كاردينال كاثوليكي، كان رئيسًا لأساقفة زغرب بين عامي 1970 و1997.
28. برانكو باور (1921 ـ 2002): مخرج سينمائي.
29. أنته غوتوفينا (ولد 1955): قائد عسكري كرواتي.
30. ميليينكو سمويي (1923 ـ 1995): كاتب وصحفي.
31. غوران إيفانيسيفيش (ولد 1971): لاعب كرة مضرب، من أبطال ويمبلدون.
32. ماريا يوريتش زاغوركا (1873 ـ 1957): صحفية وروائية.
33. إيفانا بيرليتش ماجورانيتش (1874 ـ 1938): كاتبة أطفال.
34. لودفيت غاي (1809 ـ 1872): لغوي وسياسي وكاتب، عاش في القرن التاسع عشر.
35. ماركو ماروليتش (1450 ـ 1524): شاعر عاش في القرن الخامس عشر.
36. بيتر زرينسكي (1621 ـ 1671) وفران كرستو فرانكوبان (1643 ـ 1671: من نبلاء القرن السابع عشر. تزعما مؤامرة زرينسكي-فرانكوبان.
37. ميله ديداكوفيتش (ولد 1951): عسكري كرواتي، من قادة معركة فوكوفار على الجانب الكرواتي سنة 1991.
38. ليوبولد روزيتشكا (1887 ـ 1976): عالِم، حصل على جائزة نوبل في الكيمياء.